# Воскресенская улица (Калуга)
Воскресенская улица — улица в исторической части Калуги. Проходит от улицы Ленина до улицы Кутузова. Протяжённость улицы около 580 м.
Считается улицей-заповедником, сохранившей архитектурную атмосферу и облик старой Калуги

## История
Запланирована на градостроительном плане Калуги, первоначально вела к Воскресенской церкви «на посаде», у которой и заканчивалась, но довольно скоро получила продолжение в направлении к набережной Оки. Была названа по Церкви Воскресения Христова «на посаде».
С установлением советской власти получила имя революционерки-народовольца Софьи Перовской (1853—1881). В бывшем доме Яновских (современный адрес — д.9) разместился Губернский военный комиссариат. В 1930-е годы Воскресенская церковь была разобрана.
Дома на улице сильно пострадали во время Великой Отечественной войны.
В 1987 году на улице был установлен памятник Софье Перовской.
Историческое название было возвращено улице в 1991 году.

## Достопримечательности
д. 3 — жилой дом
д. 6 — Пестряковская богадельня
д. 7 — Усадьба Медынцева
д. 9 — Усадьба Яновского
д. 11 — Усадьба Ребрикова
д. 12 — Здание уездного училища
д. 14, 16 — Усадьба Саниных
д. 17 — Дом Астаховых
д. 18 — Усадьба Невежина
д. 20 — Дом Захарова
д. 21 — Жилой дом (утрачен)
д. 22 — Дом Ченцова
д. 24 — Жилой дом А. Н. Фонина

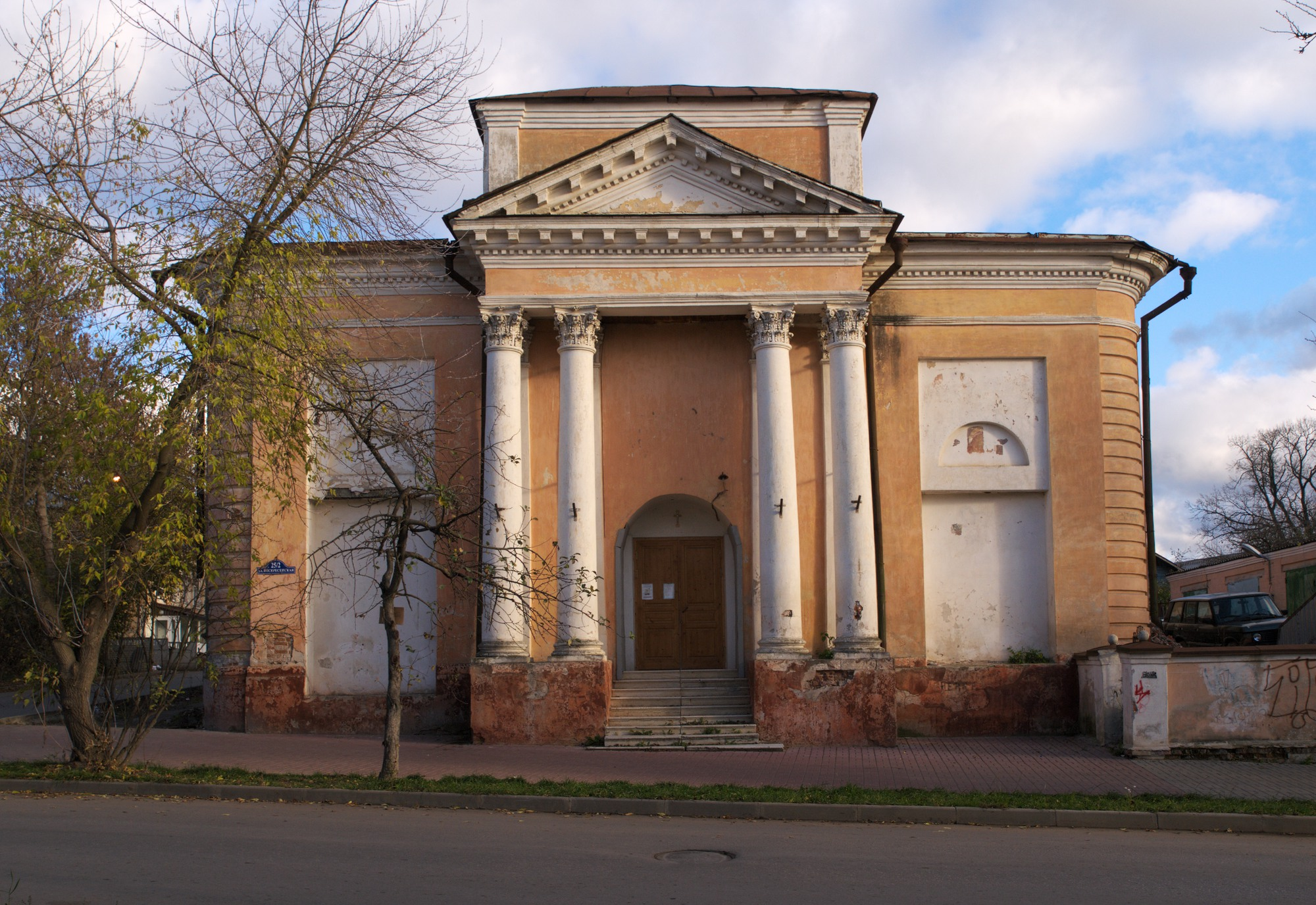
Церковь Георгия Победоносца «за лавками»

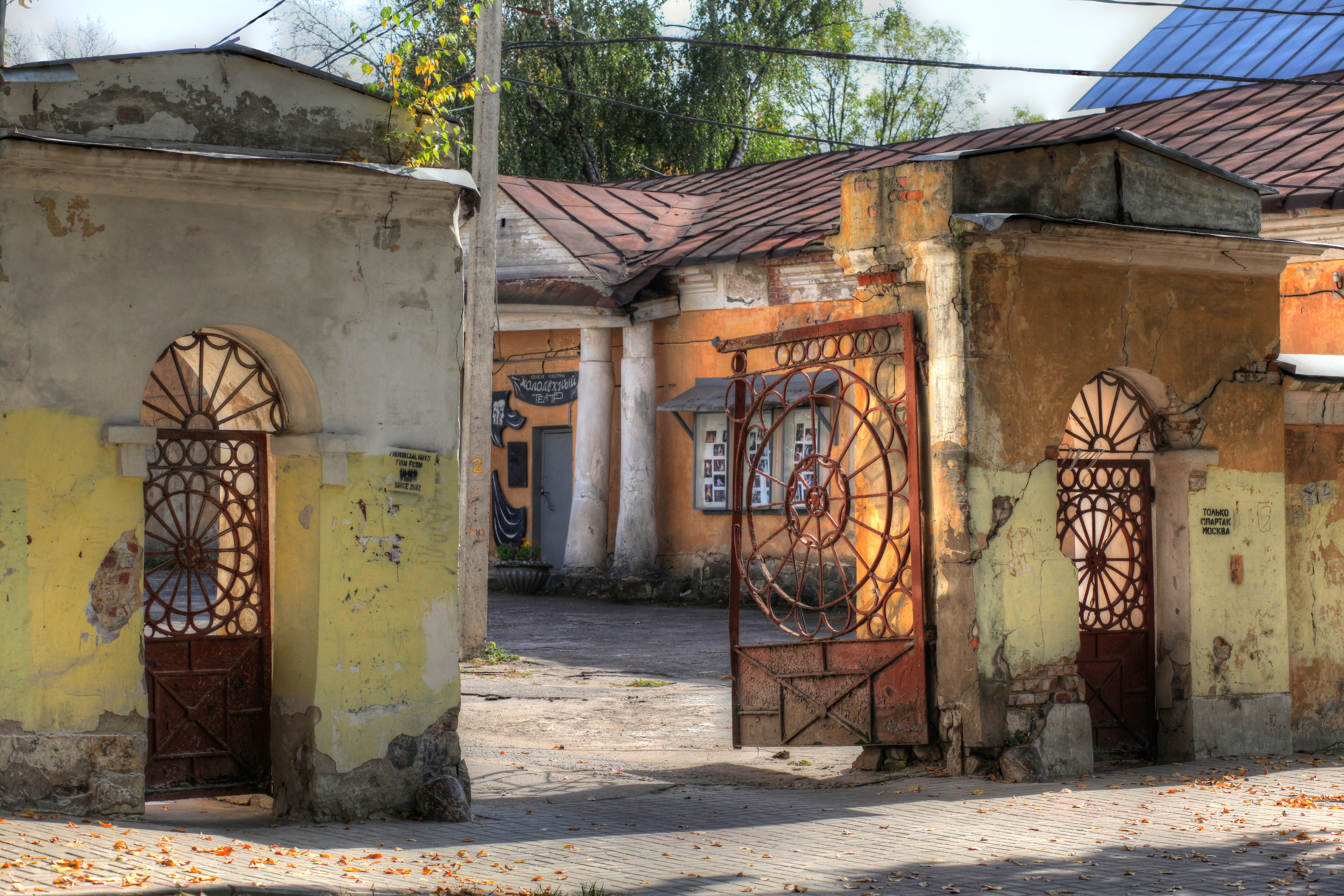
д. 9 — ворота и двор дома Прянишниковых

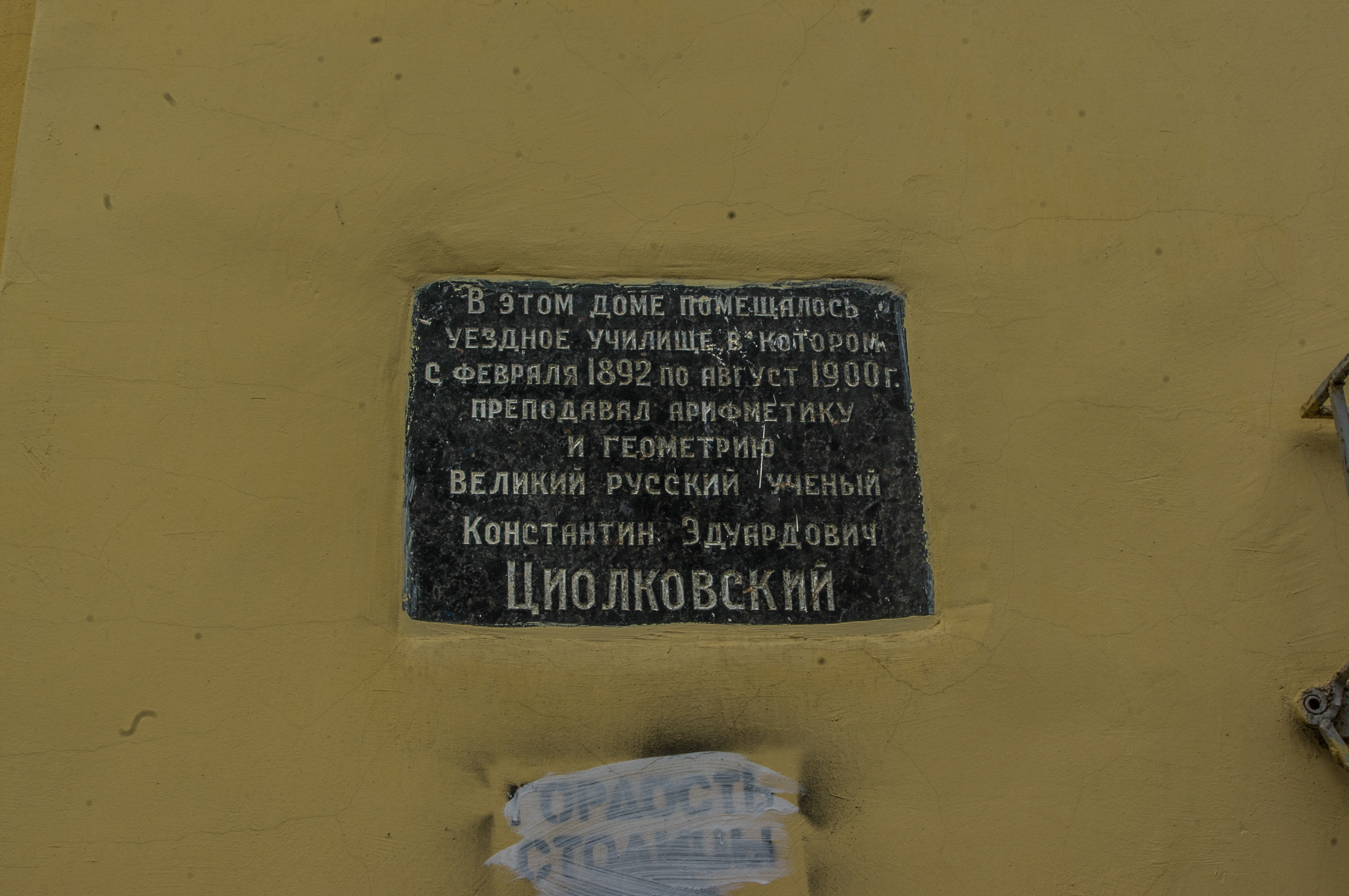
д. 12

д. 25 — Здание контрольной палаты, Церковь Георгия Победоносца «за лавками»
д. 26 — Усадьба Рыбникова
д. 28 — Городская усадьба П. И. Мешкова
д. 31 — Усадьба Сысоевой
д. 33 — Усадьба Чистоклетовых
д. 34 — Усадьба Кольцова
Сквер имени Перовской с памятником С. Перовской